# 鄧傳楷
鄧傳楷（1912年9月7日—1999年1月3日），出生於中华民國江蘇省江陰縣，中華民國教育家、作家、政治人物、外交官和奧運會先驅。曾任國立英士大學校長、中國國民黨中央委員會副秘書長、中央知識青年黨部主任委員、中央（設計）考核紀律委員會主任委員、中華全國體育協進會理事長、中國奧林匹克委員會主席、教育部政務次長、銓敘部部長、世界童軍運動組織亞太童軍區主席等職務。

## 生平

### 早年時期
鄧傳楷於1912年9月7日（農曆7月26日）子夜，生於江蘇省江陰縣南門外高橋石子街（今88號）老宅，其家庭為江南望族。1926年，鄧傳楷就讀於祝丹卿發起創辦的江陰征存學院；1930年畢業於江陰南菁中學高中；1933年於國立暨南大學獲法學士學位。由於成績優異，經校長鄭洪年推薦到南京進入外交部亞洲司第一科任科員。1934年7月，鄧傳楷外派至中華民國駐美國西雅圖總領事館；駐美期間，除進行外交工作外，還進入西雅圖華盛頓大學，獲經濟系碩士、文學士學位。1936年12月畢業後，調任駐巴拿馬公使館隨員。
1937年8月，由於八年抗戰爆發，鄧傳楷攜家兼程返回中國大陸，任第九戰區挺進縱隊中校政治指導員，駐防廣東五華縣大布鄉水寨村。1938年部隊換防出任第九戰區政治部上校組長，駐地在廣東省興甯水口。1939年，遠戍潮安峙溪，後於役長沙衡山一帶，又轉進桂林陽朔七星岩。
後大軍西轉，鄧傳楷赴重慶追隨時任國民黨秘書長朱家驊，轉任國民黨中央訓練委員會訓練團浙江省訓練團教務處長，1942年任國民黨江蘇省黨部執行委員。1944年江蘇全告淪陷後，10月轉任教育部蘇浙戰區巡迴教育團主任兼國民黨中央青年部秘書。
1945年，鄧傳楷出任安徽屯溪私立上海法學院及遷返滬市上海法學院教授，並受委派出任上海臨時大學教授，組織日偽學校的學生復課；又任教育部青年失學就業輔導委員、中央訓練團教育人員訓練班上海分班副主任，10月10日獲頒抗戰勝利勳章。1946年3月任國民政府上海市參議員。5月就任國民黨上海第十八（提籃橋）區黨部第三屆常務委員，10月卸任。同年夏季，鄧傳楷任教育部上海師資訓練所主任；1948年12月轉任教育部總務司第二任司長。
1949年1月政府遷入廣東省後，鄧傳楷於3月卸任總務司長，並由教育部長朱家驊任命為國立英士大學校長；時政治局勢動盪，鄧任校長期間變賣家產籌措資金，致力維持校務運作。1949年5月他帶領一批教授及學生撤離金華抵達上海；25日上午8時由上海來臺。校友在臺集會，鄧傳楷以當時諸同學生活艱困，聚餐費用均由其支付，當年校友仍傳為佳話。

### 來臺初期
1949年底，鄧傳楷出任臺灣省立師範學校1949年度大專畢業生就業訓練班第一分班主任，協助安頓全國各校流亡來臺應屆畢業生。
1950年11月17日，於國民黨中央改造委員會第48次會議中，蔣中正派任鄧傳楷為改造委員會第一組副主任；11月20日15時，出席中央改造委員會第51次會議就任。後又任第二組副主任。1952年10月31日兼青年救國團首任副主任。
1953年4月15日，鄧傳楷就任臺灣省教育廳第三任廳長、省政府委員並兼任臺灣省黨部主任。任職期間積極整頓臺灣省之教育工作，包括成立桃園、新營、鳳山等省立中學。5月主持籌創臺灣省立海事專科學校（現國立臺灣海洋大學），廣植航海管理專才。還相繼成立屏東農專、臺灣護專等職業學校。此時鄧傳楷還親自擔任臺灣省立師範學院中等學校教師暑期講習班班主任，加強教師培訓。任內又主持分區創辦臺灣省立社會教育館，計有臺東、新竹、彰化、臺南市等館，並親自擔任臺南館籌備委員會主任委員，時社教館對宣揚文化、提高民眾學識頗有裨益；同年6月3日卸任。

### 中央副秘長期間
1954年8月18日，鄧傳楷出任中央委員會副秘書長，輔佐秘書長張厲生。1955年6月任中國青年代表團團長訪問土耳其與西班牙，分別會見土耳其總統傑拉勒·拜亞爾及西班牙元首佛朗哥。歸國翌日蔣中正召集中央評議委員假臺北賓館座談，坐甫定，蔣中正即點名“請鄧副秘書長傳楷同志報告土西之行”，在毫無準備下作重點報告20多分鐘，蔣中正頗滿意。散會之後，葉公超、鄭彥棻兩委員先後拍肩獎稱“要得”、“精彩”。
1956年2月20日，總統府秘書長張群爲《修訂政務軍事機關年終考績呈閱及特保最優人員晉見辦法》請總統核示，3月5日蔣中正親批“照准”、並加書一段“此可問中央鄧副秘書長”，由此可見蔣中正對鄧傳楷的信任。1957年5月，鄧傳楷當選為聯合國中國同志會1957至1958年的理事，並於1960年續任。1957年10月26日，於國民黨八屆一中全會連任中央委員會副秘書長。

### 奧委會時期

第三屆亞運會中華民國代表團團長鄧傳楷

1956年9月14日，鄧傳楷擔任墨爾本奧運中華民國代表團團長；1957年12月接任中華全國體育協進會理事長、中華民國奧林匹克委員會主席。
1958年3月6日，鄧傳楷擔任東京亞運會中華民國代表團籌備會主任，在5月24日至6月1日賽事期間，楊傳廣於5月29日打破亞運紀錄蟬聯十項全能運動冠軍金牌。
1959年5月25日至28日出席在西德慕尼黑召開的第55屆國際奧林匹克委員會年會，6月8日緊急召開中華民國奧林匹克委員會臨時會議。
1960年2月18日至28日斯闊谷冬奧期間，鄧傳楷率中華民國代表團進行觀摩，為中華民國在冬奧會上出現開了先河。
1960年7月21日，鄧傳楷擔任羅馬奧運中華民國代表團團長，為中華民國奧運代表團作賽前準備和安排在8月25日至9月11日賽事期間，楊傳廣獲十項全能銀牌，不僅是中華民國自1924年5月首次出現在法國巴黎第8屆奧運會賽場上以來獲得的第一枚奧運獎牌，也是本屆奧運會上亞洲運動員獲得的唯一一枚田徑獎牌。當奧運比賽結束，鄧傳楷率團回到臺北時，受到民眾夾道歡迎，熱情獻花，盛大的場面隆重而熱烈，媒體接連進行了報導，蔣中正夫婦特地在臺北陽明山總統官邸召見鄧傳楷、代表團高級人員與楊傳廣等選手。在羅馬奧運後，鄧傳楷請辭體協會理事長及國家奧會主席。

### 國民教育時期
1956年7月為彰化縣精誠中學首屆董事長。1957年6月14日原上海私立正德技術職業學校在臺復校為私立南山工業職業學校，任復校董事會第一屆首席董事；是年在臺北縣蘆洲鄉建立道南中學（後稱國立僑生大學先修班）擔任校長。為了緬懷吳稚暉，1958年擇定其最後養病之嘉義市彌陀寺北側為校址，和李石曾共同發起籌創私立稚暉初級中學；是年和革命實踐研究院中興山莊分院主任任覺籌辦“木柵鄉基層民生建設中心輔導委員會”，並籌辦“木柵中山小學附設托兒所”。1961年3月3日，鄧傳楷出任教育部政務次長，期間推動九年國民義務教育，設立五年制專科，興辦夜間部，增列體育預算並從速擬出全民體育政策。因表現傑出，獲蔣中正總統親授一等（特種大綬）景星勳章。
1962年4月任中華民國首席代表出席日本東京第1屆亞洲區域教育部長會議，昭和天皇及皇后特別召見，中華民國駐日大使張厲生亦前往。8月行經美國西雅圖，適逢舉辦以未來歲月為主題的世界博覽會，美國國務院指派司員陪同參觀，入門處萬千觀眾摩肩接踵，有鵠候已達兩小時者；鄧次長等由貴賓室進入，處處優先，禮遇甚隆。中華民國館展品以手工藝及絲茶名產為主。應美國國務院邀請，9月10日下午偕臺灣省教育廳副廳長賴順生參加中美文化基金年會、參觀美國教育設施、考察美國中等職業教育，之鑂來迎。在紐約參觀海德公園美國故總統羅斯福之舊居。參觀美國田納西復興委員會。參觀白宮，訪問國會，拜會密蘇里州教育廳長。在威斯康辛州十字城考察教育，與中華民國留學生聚談。經芝加哥時，曾下榻於希爾頓酒店投資之棕樹屋旅館。11月11日返臺北。後大力催生專科技職體系的誕生，成就了後來的“復興工專”、“中國海專”、“世界工商”以及“大同商專”四所專校。12月31日被行政院長陳誠聘為國家長期發展科學委員會委員，以後又被吳大猷聘為該會常務委員、科學教育委員會召集人，1969年1月22日辭。
1963年12月21日被蔣中正總統續任教育部次長，是年被國防部長俞大維聘為文武轉任比敍研究委員會副主任。又任修訂師範學校課程標準委員會副主任。
1964年4月6日在臺北市南海路復興大樓以觀察員身份參加中華教育文化基金董事會第33屆年會。7月21日至8月19日任中華民國首席代表偕臺灣省議會議長謝東閔、臺灣省立師範大學教務長宗亮東出席巴黎世界教師組織會議13屆年會及前往夏威夷參加國際文化經濟中心開幕典禮。路過印度加爾各答，越南教育部長裴祥勳聞之，特囑當地僑領吳某約鄧次長會談。曾偕宗亮東冒險進入約旦與以色列兩軍對壘中立地帶，道經耶路撒冷聖地瞻仰耶蘇手植之樹。在法國參觀凡爾賽宮、羅浮宮、拿破崙加冕圖。自巴黎乘班機赴蘇黎克。經羅馬近郊勝地Tivoli，參觀維也納奧地利國會大廈。8月13日道經柏林，再度訪問西德，由法蘭克福入口，德政府以貴賓之禮相待，免除入境檢查之繁文縟節，各報記者蜂擁而至，次日各大報紙披載訪德消息。又當日下午，駐比文化參事郭有守陪同至國立博物館，為張大千書畫展覽會揭幕，電視臺攝製新聞，不兩小時，返抵賓館，所攝新聞已在電視節目內播放，在國外看本身鏡頭，頻添不少樂趣。在德國參觀哥德大學。又自阿姆斯特丹乘火車赴海牙，至比利時布魯塞爾。8月23日至9月1日任中華民國首席代表出席法國南部格蘭諾堡聯合國教科文組織籌備經年73國第一次國際青年領袖會議，與蘇聯代表團長短兵相接，一再鬥爭，雅擅詞令，予蘇聯代表頗多難堪，世界各國代表掌聲熱烈。時列席有國際勞工組織、國際兒童福利組織、國際體育協會、童子軍國際總部聯合國總部、聯合國同志會國際總會、國際紅十字會等30個團體，極一時之盛。經檀香山，市長白蘭特斯維夫婦在夏威夷大飯店招待晚餐。10月10日至24日第18屆東京世運會，時為國際奧林匹克委員會會議代表，10月16日出席東京亞洲體育會議及國際奧委會議，17日到亞運村參觀。是年紐約舉行世界博覽會，亦適逢其會，偕總領事游建文前往參觀，亦系處處優先。中華民國館系三樓宮殿式，紅牆綠瓦，頗為別致，且地點適中，遊人如織。展品以漆、銅、絲茶、宮燈手工藝品，書畫瓷器等藝術品為主。是年路過新加坡適逢當地發生動亂受阻機場。是年在丹麥哥本哈根運河艇中遊覽。
1965年5月15日被各界紀念國父百年誕辰籌備委員會主任王雲五聘為紀念館建築委員會委員。6月24日奉薹教字4447號院令任中華民國首席代表，於7月21日啓程，赴東非衣索比亞首都阿迪斯阿貝巴非洲館，出席7月31日至8月7日世界教師組織聯合會61國第14屆代表大會。自馬達加斯加至肯尼亞，肯尼亞首都奈洛比郊外國立野獸公園，曾雇車前往探勝。7月底由衣索比亞赴羅馬，路過嚮往已久的勝境位於瑞士與義大利交界之科摩湖，鄰近尚有三湖更勝一籌，湖中有島曰“美麗之島”。經世界聞名之遊樂勝地義大利拿波里城對海Capri島。8日道出澳洲潘司，班機凌晨4時始達，寄寓皇后飯店。9月8日至19日出席中東地區伊朗首都德黑蘭第一次召開聯合國科學教育文化組織各國教育部長會議，共到85國。伊朗國王巴勒維二世爲萬王之王，珍珠八寳擁有世界第二大鑽石三百克拉，接見於波斯皇宮，一再握手。是月下逹教育部薹（54）高字第18249號令准予籌設五年制學校，主持籌創中國海事專科學校（臺北海洋技術學院前身），設於薹北市士林區中洲里。12月1日被蔣中正派任為中央知識青年黨部第6屆委員會委員、主任委員。
1966年9月9日獲頒一等實踐獎章。12月9日至20日第五屆亞洲運動會在泰國曼谷國家運動場舉行，時為亞洲運動協會委員。1967年7月28日聘為中華文化復興運動推行委員會首任委員。7月任中華民國首席代表出席加拿大溫哥華世界教師組織聯合會16屆代表大會。11月26日又被中華文化復興運動推行委員會會長蔣中正聘為該會教育改革促進暨國民生活輔導委員會研究委員，12月22日再聘為該會基金委員會研究委員。1968年2月26日再聘為文化復興會學術研究出版促進委員會研究委員。6月22日下午國際大學校長協會主席薩瑪丁諾博士拜訪鄧次長。9月1日主持教育部正式實施九年國民義務教育，蔣中正親自提出，再次頒景星勳章。12月4日被教育部長閻振興聘為教育部學術審議委員會委員。12月5日卸（鍾皎光繼）任教育部次長。
1969年4月25日被教育部長閻振興聘為當年度公自費留學考試委員會委員。9月9日續聘為中華文化復興運動推行委員。1970年1月當選為中華民國國際教育研究會第10屆理事。10月3日受聘當年度中山獎學金考試委員會委員。12月被體協會理事長楊森聘為第六屆亞洲運動會中華民國代表團籌備委員。1971年4月11日上午中華民國孔孟學會在臺北市中山堂光復廳舉行11次會員大會並改選12屆理監事當選為常務理事。4月14日當選為中華民國國際教育研究會第11屆常務理事。4月28日受聘為中印緬文化經濟協會名譽副理事長。1972年2月當選為國際教研會12屆理事。是年兩次見泰國國王，11月29日赴泰國曼谷接受國王贈勳。1973年兼任中國教育學會常務理事。是年成為華僑協會總會會員、並當選監事、常務監事。1975年12月12日被中華文化復興運動推行委員會秘書長谷鳳翔繼續聘為該會學術研究出版促進委員。

### 中央設考紀會時期
1968年11月27日被蔣中正任為國民黨中央委員會設計考核委員會主任委員。12月5日上午卸任教育部繼黃季陸就任設考會主任委員。事前承蔣經國相告，略謂“總裁對傳楷以往任職副秘書長期間，非常器重，現有意派長設考會”。中央設考會所奉延攬之委員，多屬九州之宿彥，當代名家。越年蒋中正在陽明山中央全會時，明言設考會為中央智囊團者三次之多。1971年間蔣經國邀鄧傳楷同乘四人座小飛機自嘉義北返。1972年長設考會爰曆五載，5月15日設計考核委員會、紀律委員會合併組成中央委員會考核紀律委員會，首任主任委員，敷陳讜論，嚴肅紀律，獻替群倫，謀過諸卿。1973年4月因督導增額中央公職人員及臺灣省議員縣市長輔選工作，圓滿達成任務，卓著功績，獲頒三等實踐獎章。1976年11月16日被總統特聘為總統府國策顧問。1977年4月15日卸考核紀律委員會任。鄧傳楷分别於1957年10月10日、1963年11月21日、1969年4月8日、1976年11月17日、1981年4月3日任國民黨第8至12屆全國代表大會中央委員；1988年7月12日、1993年8月18日、1997年8月任國民黨13至15屆全國代表大會中央評議委員。

### 考試院時期
1977年4月15日總統令特任考紀會鄧主委繼任第五屆銓敘部部長，事前自己未有所聞，嗣承嚴家淦告知，係蔣經國推薦，並力言鄧傳楷有三大優點，足以勝任。而蒋經國始終未向鄧傳楷齒及。18日9時在銓敘部禮堂舉行交接典禮，由考試院副院長劉季洪監交，院長楊亮功、考試委員丁淑蓉在場觀禮，前任部長韓忠謨親自移交。29日上午在臺北市三軍軍官俱樂部舉行總統府國父紀念月會上就職宣誓，總統嚴家淦監誓，行政院長蔣經國握手致賀。乃增加進修管道，修訂任職辦法，玉尺量才，拔擢多士，蔚為國用，改革銓政，研訂有關條例規章，嘉惠退休人員及其眷屬。對於公教人員的福利與權益極度重視，如起草“公務人員眷屬保險條例”，提案修改“公務人員退休法案”，以及私立學校教職員及其眷屬參加公保，退休後可兼領月退休金及一次退休金，以及退休後再任職不必繳回退休金等法案，均在他任內完成。保險施行後，曾陸續將保險對象擴大至父母及子女，德澤永留全民。為便利各類保險被保險人就醫，廣設醫療院所及開辦夜間門診，鄧部長還在晚上親自到門診中心巡視。鄧部長對於各項銓審業務之審查，曾有原則性指示：即有關公務人員權益者，如果在可否之間，則儘量從“可”的方面去研究，融其先世仁義之心於國家管理之中，留恩澤於億萬之家。惟鄧部長對銓衡原則，往往堅持不墮。某君為省府廳長，轉任部常務次長，因其無公務員任用資格，一未經考試，二未經銓敘，一直均為聘任職務，雖位高薪優，但與事務官之要件不合，兩人均系熟友，磋商至再，由於法令明文規定，礙難破例，鄧部長堅持原則。
1978年1月20日在全國人事會報閉幕典禮演講。2月15日下午國民黨11屆2中全會任提案審查委員會第三審查（黨的建設）組第一會場召集人。9月1日連任第六屆銓敘部部長。1979年12月14日下午國民黨11屆4中全會舉行中常委選舉獲得提名。1980年2月攜眷薄雲前往美國探親，會晤胞妹鄧慧文及幼女鄧之玉，並爲內眷七秩稱觴祝壽。在國民黨11屆5中全會任決議案整理委員會委員、召集人。1981年x月1日當選為中華倫理教育學會第一屆常務理事。1982年7月7日被教育部長朱滙森聘為1982年7月1日至1984年6月30日年度教育部學術審議委員會第15屆名譽委員。政務官原無年齡之限制，但鄧部長為提攜後進，使人事局長陳桂華有升遷機會，乃自向當局引退，並言不必為其後路費心。不計名位，不願戀棧，自求引退，在一般官場中，尚不多見。1983年7月18日前往美國陪內眷薄雲治療肺癌。1984年6月28日上午在考選部禮堂獲考試院長劉季洪頒服務獎章。8月29日再度受聘總統府國策顧問，備為諮詢國事之智囊，輔弼匡襄，獻策良多，卓著勳猷。9月1日上午卸銓敘部長（陳桂華繼）任，任《中央日報》常駐監察人。退休後，李煥以當年蔣經國親筆手書“團務請示鄧副主任”一文公佈於《中央日報》。1988年7月赴美探親及歐州觀光，蒙趙克明巴黎款待、滕永康英倫款待、傅維新伉儷陪同遊覧比、法、瑞士、西德，盛情至感。1996年5月19日後未續國策顧問。

### 故宮博物院期間
1961年11月4日被行政院長陳誠聘為國立故宮博物院、中央博物院共同理事會第6屆理事。1964年3月7日被行政院長嚴家淦續為故宮、中央博物院共同理事會第7屆理事。1967年8月26日被嚴院長續為國立故宮博物院管理委員會第2屆委員。1969年被嚴院長續為故宮管委會第3屆委員。1971年10月8日被嚴院長續為故宮管委會第4屆委員。1973年10月2日被行政院長蔣經國續為故宮管委會第5屆委員。1978年11月17日被行政院長孫運璿續為故宮管委會第7屆委員。該職系無薪職位，甚至連開會時之交通工具也須自備。但鄧委員為維護國寶，不遺餘力。為避免國家歷史文物重寶古典年久風化、蟲咬腐蝕、黴爛變質、粘連黏附等等情形，鄧委員特別提議須作成紀錄、拍成照片、分門別類、裝訂成冊，始免國寶滅失、將後成為無所依據，以為後來者作一交代。使五千年文化結晶垂諸久遠。

### 童軍活動
鄧傳楷除了公務外，也熱心投入童軍活動。1947年，經中國童子軍理事會第5屆理事長朱家驊推薦，任命為中國童子軍監事會第5屆執行秘書。1953年5月17日，由教育部長程天放聘為中國童子軍全國理事會第6屆理事。1958年8月出席菲律賓碧瑤世界童軍運動組織亞太區第1屆教育國際會議。1959年7月任菲律賓世界童軍大露營中華民國代表團團長，於菲律賓國家公園馬奇嶺營地舉辦，共計536名代表成員，並於21日舉行盛大宴會，以中國菜肴款待各國童軍領袖及舞龍弄獅表演。
1964年出席世界童軍運動組織亞太區第4屆領袖會議；1965年1月任中國童子軍總會第10屆常務理事。同年9月26日至10月3日任中華民國首席代表出席墨西哥城第20屆世界童軍教育領袖會議。1966年至1970年，就任世界童軍運動組織亞太區委員，是中華民國擔任亞太區委員的第一人。同年10月，於臺北市舉行世界童軍運動組織亞太區第5屆領袖會議，鄧傳楷任中華民國首席代表。1967年8月11至17日，任中華民國代表團團長出席美國西雅圖第21屆世界童軍領袖會議。1968年10月，任中華民國代表團團長出席韓國漢城世界童軍運動組織亞太區第6屆領袖會議，並當選亞太區委員會主席兼財務委員會主席，是中華民國擔任亞太區主席的第1人。1969年7月連任中國童子軍總會11屆常務理事。8月1日上午飛泰國曼谷，主持亞太區委員會，並偕亞太區辦事處主任菲籍巴鐸列那（Padolina）視察東南亞各國童軍業務。8月8日前往吉隆玻拜會馬來西亞童軍總會長薩通。8月21日至27日以亞太區主席身份、中華民國首席代表出席芬蘭奧它尼密（Otaniemi）第22屆世界童軍領袖會議，訪問英國及美國童軍總會。
1970年6月30日，中國童子軍總會理事長鍾皎光任命鄧傳楷為第4次全國大露營籌備委員。7月16日受聘為救國團暑期青年育樂活動三民主議研究會主任。同年8月，以亞太區主席身份赴瑞士日內瓦世界童軍局出席專案審查會議，並赴紐西蘭威靈頓主持亞太區第7屆領袖會議。在任內，每2年赴海外參加世界童軍領袖會議。為感謝10餘年先後多次率領中華民國代表團參加國際會議，1971年3月5日，美國童軍於臺北市中山堂致贈鄧傳楷最高榮譽銅豹獎一座。同年8月2日至10日，組團至日本參與第13次世界童軍大露營。8月12日至17日任中國代表團團長出席首次在亞太地區舉行的日本第23屆世界童軍領袖會議。1972年11月，任中華民國代表團團長出席菲律賓馬尼拉亞太區8屆領袖會議。1973年1月30日，教育部長蔣彥士聘鄧傳楷為中國童子軍第13屆常務理事。7月16日至21日任中華民國代表團團長，出席首次在非洲地區舉行的肯亞第24屆世界童軍領袖會議，對《童軍憲章》作重大修訂。
1974年6月任中華民國代表團團長出席新加坡童軍遠東區9屆領袖會議，由世界童軍委員會榮譽主席康貝爾贈予鄧主席——The Bronze Wolf世界銅狼獎章，是中華民國獲此殊榮的第一人。1975年8月8日至15日任中華民國代表團團長攜眷薄雲出席丹麥倫透夫特（Lundtofte）87國25屆世界童軍領袖會議。1977年7月18日至23日出席加拿大蒙特婁81國26屆世界童軍領袖會議。1983年7月18日至22日任中華民國代表團團長出席美國密歇根州底特律90國29屆世界童軍領袖會議及陪內眷治病，會議主題：童軍運動——是促進國際彼此瞭解，增進友誼的一種教育。1984年10月以貴賓身份赴紐西蘭威靈頓出席在紐西蘭國會舉行的童軍亞太區14屆領袖會議。1985年7月15日至19日任中華民國代表團顧問出席德國慕尼黑93國30屆世界童軍領袖會議。1986年11月出席泰國曼谷童軍亞太區15屆領袖會議及訪問瑞士日內瓦世界童軍總部。1987年12月31日至1988年1月9日組團世界童軍澳洲雪梨98國第16次15000人11天“滙集世界童軍於一堂”大露營。1月11日至15日出席首次在南半球舉行的澳洲墨爾本77國31屆世界童軍領袖會議，會議主題：生活教育。1989年7月出席曼谷童軍亞太區17屆領袖會議。1990年7月23日至27日出席巴黎法國總理密特朗親臨主持的130國1120人32屆世界童軍領袖會議，會議主題：建設未來。9月出席德國法蘭克福童軍會議，東西德合併前，再度訪問西柏林，圍牆已拆，與東柏林已通，乃偕傅維新驅車前往東德一行。繞道赴美國西雅圖訪舊，幺子之嘉駕車隨行。1994年11月5日改任中國童軍總會18屆監事、常務監事。

### 晚年
1974年2月鄧傳楷受世界鄧氏宗親總會創會會長鄧定遠將軍聘為世界鄧氏宗親總會名譽理事長。同時鄧傳楷也曾擔任世界社、中華民國民意測驗協會、中馬文化經濟協會、暨南大學同學會等各組織常務理監事，還有華僑協會總會監事長、江陰縣旅臺同鄉會理事長、江蘇省長江兩岸旅臺縣市敦睦聯誼會永遠榮譽會長、公務員保險監理委員會主任委員與《公保月刊》發行人。
全世界各地華僑分會開會時，必定風雨無阻，準時出席。抑且週遊全球13次，單程往返尚不計在內，歐、美、澳、紐、東非、西非、東北亞、東南亞各國均有他的足跡，促進中華民國外交。
1980年秋，江陰南菁書院將屆百齡，於是南菁高中在臺灣校友──祝樞壽、向英華、鄧傳楷、鄭長齢、莊漢開──等五人組成江蘇公立南菁中學校友會籌備委員會。1983年10月2日上午，在臺北市自由之家博愛廳正式成立大會，向英華、鄧傳楷致辭，產生校友會幹事向英華、祝樞壽、鄧傳楷等9人。2002年10月27日，又逢南菁建校120週年，鄧傳楷長公子鄧之鑂代表父親赴母校贈送了父親親筆題的《景印江陰縣誌》，表達了鄧傳楷對母校的一片心願和思念。
1999年1月3日，鄧傳楷病逝，並於2月6日公祭，安奉南港富德墓園。同年3月26日，由時任總統李登輝明令褒揚。

## 著作
- 《旅美見聞錄》，重慶圖書館重慶地方文獻抗戰書目，國民出版社，1936.草就，1940.問世，1943.6.初版，1944.4.再版，頁數：44頁
- 《德國金融政策與物價問題的一斑》，新经济半月刊，1940年第4卷第2期第39-42頁
- 《國民對於公債應有之認識》，浙江省地方行政幹部訓練團團刊，1941年第23期第34-38頁
- 《現代國際問題》，重慶圖書館地方文獻：浙江省地方行政幹部訓練團，1942.
- 《菲律賓社會中心教育的推行》，臺北市：臺灣教育輔導月刊社 1954.1.
- 《本省教育今後的動向》，臺北市：臺灣教育輔導月刊社 1954.1.
- 《本屆師範教育運動週勉辭》，臺北市：臺灣教育輔導月刊社 1954.4.
- 《西班牙政治》，國際問題叢書，臺北市：中央文物供應社 1957.
- 《西班牙之復興》，國際問題叢書，臺北市：中央文物供應社 1957.6.
- 《土耳其中興紀實》，國際問題叢書，臺北市：中央文物供應社 1957.
- 《亞洲教育首長會議代表團報告》，臺北市：中華民國教育部 1962.
- 《歐行紀感》，1964.8.19 於歐洲
- 《國際青年會議側記》，1964.9.1 格蘭諾堡
- 《家慈陳太夫人八秩壽啓》，1965.仲春之望
- 《先慈陳太夫人事略》，1965.6.26 下午
- 《世界教師聯會14屆大會報告》，著於東非衣索比亞首都亞迭斯巴巴非洲館參加世界教師組織聯合會第十四屆代表大會報告 1965.7.31-8.7
- 《人生道上》，臺北市：正中書局出版  草於旅東非途中衣索比亞首都亞迭斯巴巴 1965.8.8 午夜 出處：加利福尼亞大學，數位化處理時間：2008.1.30，頁數：138頁
- 《世界各國教育首長會議報告》，著於中東地區伊朗首都德黑蘭參加聯合國科學教育文化組織召開第一次世界各國教育部長會議報告 1965.9.8-19
- 《國際童軍教育廿屆會議報告》，著於墨西哥城參加國際童子軍教育第二十屆會議報告 1965.9.26-10.3
- 《訪問我國留學生情形》，1965.7.20-10.5期間
- 《視導我國駐外文化參事處等情形》，1965.10
- 《教育政策》，《教育行政制度研究》中國教育學會主編，薹北市初版：臺灣商務印書舘印行 1967.
- 《中法教育基金會中國團工作報告 1967
- 《景印江陰縣誌》，朱佛定 鄧傳楷 鄧貢三 鄧韻和等纂著 1968.1.（張家港市西半部原屬江陰，臺北江陰同鄉會1996.10.16 贈張家港市——鄧傳楷題《景印江陰縣誌》，張家港市黨史辦存有上下冊）
- 《空中教學發展舆展望電視》，衛星教學1969
- 《中非農業技術合作的現況與前瞻》，國民黨中央委員會初版 1971.
- 《教育改革論文集》，中華文化復興運動推行委員會 1980.，頁數：252頁
- 《Report On The Seventh Far East Scout Conference》，Report On The Seventh Far East Scout Conference, 3rd Far East Training Conference, 1st Asia–Pacific Management Conference - New Zealand, 1970./ 世界童子軍第七屆遠東區童子軍領袖全體會議主席講詞-紐西蘭英文版，1970.
- 《六十七年全國人事會報閉幕典禮講詞》，《考試院公報》1978.1.20
- 《六十八年全國人事會報閉幕典禮講詞》，《考試院公報》1979.
- 《七十年全國人事會報閉幕典禮講詞》，《考試院公報》1981.
- 《行政院人事行政局第廿四次擴大人事會報講詞》，
- 《行政院人事行政局第廿五次擴大人事會報致詞》，1980.7. 於復興山莊 No.5卷
- 《中國人事行政學會成立30週年慶祝大會暨21次會員大會頌詞》，1981.4.No63卷
- 《向中常會報告當前銓敘工作》，1981.11.
- 《童子軍生活教育的完美性》，《中國童軍教育》（44卷） 1981.12.27
- 《有容乃大 祝賀中國青年救國團卅週年團慶紀念詞》，原載中國青年救國團團務實録 1982.
- 《中國童子軍創始七十年紀念感言》， 1982.2.25
- 《源遠流長》，1983.2.1 於臺北市木柵溝子口
- 《中國國民黨聯合孫總理紀念週報告當前銓敘業務概況》，1983.3.7
- 《懷念戴運軌先生的風範》，《戴運軌教授逝世週年特輯》臺北市：中外雜誌社 1983.4.
- 《文章華國》，1983.5.臺北市木柵溝子口山邊
- 《公務人員內升外舉之我見》，《憲政時代》臺北市：中國憲法學會 1983.7.
- 《童子軍教育與世界大同》，《中國童子軍》（21卷1期） 1983.10.25
- 《銓敘部工作報告》，臺視新聞：中山堂總理紀念週銓敘部長鄧傳楷報告工作概况，臺北市：銓敘部，播出日期：1984.7.2，於國家圖書館永久典藏
- 《訪西蘭記趣》，《僑協雜誌》8期 1984.8.
- 《追懷盛德》，《黃季陸先生紀念文集》1986.3.
- 《經國先生睿智天縱》，1988.1.
- 《中華民國之教育》，《海外華人青少年叢書》華僑協會總會主編，薹北市：正中書局出版，初版，國立教育資料館發行 1988. 出處：佛吉尼亞大學，數位化處理時間：2009.12.15，頁數：97頁
- 《實施九年國民教育感言》，《九年國民教育實施二十週年紀念文集》抽印本，中國教育學會主編，薹北：薹灣書店印行 1988.9.
- 《承先啟後》，1989.4.臺北市
- 《居仁由義》，1991.春月
- 《棠棣之華》
- 《孔子學說與近代教育思想》